# Jan Nečas
Jan Nečas (Brno, 1977. február 24.) cseh labdarúgó, korábban a magyar élvonalban szereplő FC Tatabánya játékosa.